# العلاقات الأوغندية الدومينيكية
العلاقات الأوغندية الدومينيكية هي العلاقات الثنائية التي تجمع بين أوغندا ودومينيكا.

## مقارنة بين البلدين
هذه مقارنة عامة ومرجعية للدولتين:
| وجه المقارنة                                              | أوغندا                        | دومينيكا              |
| --------------------------------------------------------- | ----------------------------- | --------------------- |
| المساحة (كم2)                                             | 241.04 ألف                    | 751                   |
| عدد السكان (نسمة)                                         | 42.86 مليون                   | 73.92 ألف             |
| الكثافة السكانية (ن./كم²)                                 | 177.81                        | 9.84 ألف              |
| العاصمة                                                   | كامبالا                       | روسو                  |
| اللغة الرسمية                                             | لغة إنجليزية، اللغة السواحلية | لغة إنجليزية          |
| العملة                                                    | شيلينغ أوغندي                 | دولار شرق الكاريبي    |
| الناتج المحلي الإجمالي (بليون دولار)                      | 25.89 مليار                   | 562.54 مليون          |
| الناتج المحلي الإجمالي (تعادل القوة الشرائية) بليون دولار | 72.25 مليار                   | 789.63 مليون          |
| الناتج المحلي الإجمالي الاسمي للفرد دولار أمريكي          | 705                           | 7.12 ألف              |
| الناتج المحلي الإجمالي للفرد دولار أمريكي                 | 1.77 ألف                      | 10.88 ألف             |
| مؤشر التنمية البشرية                                      | 0.483                         | 0.724                 |
| رمز المكالمات الدولي                                      | +256                          | +1767                 |
| رمز الإنترنت                                              | .ug                           | .dm                   |
| المنطقة الزمنية                                           | ت ع م+03:00                   | 00، توقيت أطلنطي موحد |

## منظمات دولية مشتركة
يشترك البلدان في عضوية مجموعة من المنظمات الدولية، منها:
| علم المنظمة | اسم المنظمة                                 | تاريخ انضمام أوغندا | تاريخ انضمام دومينيكا |
| ----------- | ------------------------------------------- | ------------------- | --------------------- |
|             | مؤسسة التنمية الدولية                       | 27 سبتمبر 1963      | 29 سبتمبر 1980        |
|             | يونسكو                                      | 9 نوفمبر 1962       | 9 يناير 1979          |
|             | وكالة ضمان الاستثمار متعدد الأطراف          | 10 يونيو 1992       | 7 أكتوبر 1991         |
|             | الأمم المتحدة                               | 25 أكتوبر 1962      | 18 ديسمبر 1978        |
|             | مجموعة دول أفريقيا والكاريبي والمحيط الهادئ | ?                   | ?                     |
|             | دول الكومنولث                               | ?                   | ?                     |
|             | الاتحاد البريدي العالمي                     | ?                   | ?                     |
|             | البنك الدولي للإنشاء والتعمير               | 27 سبتمبر 1963      | 29 سبتمبر 1980        |
|             | الاتحاد الدولي للاتصالات                    | 8 مارس 1963         | 28 أكتوبر 1996        |
|             | منظمة حظر الأسلحة الكيميائية                | ?                   | ?                     |
|             | مؤسسة التمويل الدولية                       | 27 سبتمبر 1963      | 29 سبتمبر 1980        |
|             | منظمة التجارة العالمية                      | ?                   | ?                     |
|             | منظمة الشرطة الجنائية الدولية               | ?                   | ?                     |

## وصلات خارجية
- موقع وزارة الخارجية الأوغندية